# Ліен Вонг
Ліен Вонг (нар. 20 вересня 2003, Оверленд-Парк, Канзас) — американська гімнастка. Срібна та бронзова призерка чемпіонату світу.

## Біографія
Народилась в Оверленд-Парк, Канзас, в родині Марка та Бі Вонгов. Має двох братів. 

## Спортивна кар'єра
Батько бажав, щоб займалась фігурним катанням, але Ліен не подобалось боляче падати на лід, тому обрала спортивну гімнастику.

#### 2021
На олімпійських випробовуваннях посіла восьме місце в багатоборстві та не потрапила до складу збірної США на Олімпійські ігри в Токіо, Японія.
На дебютному чемпіонаті світу здобула срібло в багатоборстві.

## Результати на турнірах
| Рік  | Змагання                   | КБ | ІБ | Опорний стрибок | Різновисокі бруси | Колода | Вільні вправи |
| ---- | -------------------------- | -- | -- | --------------- | ----------------- | ------ | ------------- |
| 2019 | American Cup               |    | 1  |                 |                   |        |               |
| 2019 | Панамериканські ігри       | 1  |    |                 | 2                 |        |               |
| 2021 | Американська класика       |    | 6  |                 |                   | 2      | 5             |
| 2021 | Чемпіонат США              |    | 5  |                 |                   |        | 3             |
| 2021 | Олімпійське випробовування |    | 8  |                 | 6                 |        | 2             |
| 2021 | Чемпіонат світу            |    | 2  |                 |                   |        | 3             |